# Афанасьев, Павел Яковлевич
Афана́сьев Па́вел Я́ковлевич (13 (26) января 1905 года, с. Верхняя Уратьма Шереметьевского района Татарской АССР — 19 декабря 1989 года, Москва) — советский партийный, государственный деятель, председатель исполнительного комитета Магаданского областного Совета депутатов трудящихся (1954—58 гг.), первый секретарь Магаданского обкома КПСС (1958—68 гг.). Член РКП(б)—КПСС с 1925 года.

## Биография
В 1929—1935 — инструктор, секретарь волостного, районного комитета, инструктор Татарского областного комитета ВКП(б).
В 1935—1937 — в Политическом отделе Китайско-Восточной железной дороги.
В 1937—1945 — партийный организатор ВКП(б) паровозного депо, начальник стрелочного завода, секретарь комитета ВКП(б) паровозоремонтного завода (город Муром).
В 1945 году окончил Высшую школу партийных организаторов при ЦК ВКП(б).
В 1945—1947 — секретарь по кадрам Нижне-Амурского (Николаевск-на-Амуре) областного комитета ВКП(б).
В 1947—1950 — председатель исполнительного комитета Нижне-Амурского областного Совета депутатов трудящихся.
В 1950—1953 — заместитель председателя исполнительного комитета Хабаровского краевого Совета депутатов трудящихся.
В декабре 1953 года в связи с образованием Магаданской области назначен председателем Организационного комитета Президиума Верховного Совета РСФСР по Магаданской области.
С 19 марта 1954 года по февраль 1958 года — председатель исполнительного комитета Магаданского областного Совета депутатов трудящихся.
С 15 февраля 1958 года по февраль 1968 года — первый секретарь Магаданского областного комитета КПСС.
Избирался делегатом XX, XXI, XXII и XXIII съездов партии, кандидат в члены ЦК КПСС с 31.10.1961 по 30.03.1971. Являлся депутатом Верховного Совета СССР.
2 февраля 1968 года освобождён от обязанностей первого секретаря Магаданского обкома КПСС в связи с уходом на пенсию.
Автор книги «Здесь начинается Россия. Записки секретаря обкома».
Похоронен на Троекуровском кладбище.

## Государственные награды
Награждён орденами Ленина (1965), Трудового Красного Знамени, Красной Звезды, «Знак Почёта», медалями.